# Таррингтон (Виктория)
Таррингтон (англ. Tarrington) — деревня в Австралии, на юго-западе штата Виктория в 9 км от города Гамильтон и в 314 км от Мельбурна. По переписи населения 2006 года, в деревне проживали 193 человека.

## История
Поселение Таррингтон было основано лужицкими сербами, эмигрировавшими с германских территорий (из Саксонии) в Австралию, а также прусскими и саксонскими фермерами. Первые германские поселенцы прибыли в австралийский Уорнамбул в 1849 году и в Портланд в 1852 году. Все они были преимущественно лютеранами по вероисповеданию. Ими были основаны ряд поселений на территории Австралии: Саут-Гамильтон (англ. South Hamilton), Хохкирх (Таррингтон) (англ. Hochkirch/Tarrington), Гнаденталь (англ. Gnadenthal), Сент-Люкс-Саут-Гамильтон (англ. St Luke’s South Hamilton), Табор (англ. Tabor), Нойкирх (Бядук) (англ. Neukirch / Byaduk), Уоррайюр (англ. Warrayure). Изначально основанное эмигрантами поселение называлось «Букецы» (в.-луж. Bukecy) по-лужицки или «Хохкирх» (нем. Hochkirch) по-немецки, в честь одноимённой коммуны, откуда были родом основатели. В 1860-е годы поселение стало расширяться, а 15 февраля 1861 года было открыто Хохкирхское почтовое отделение (ныне закрыто, на его месте находится склад почтовых отправлений). 1 марта 1918 года поселение переименовали в Таррингтон на фоне царившей германофобии, вызванной Первой мировой войны.
В связи с переименованием поселения в школах запретили изучать и преподавать немецкий язык, а также запретили ввозить немецкоязычные книги на территорию Австралии и всего посёлка в частности. Вследствие этого последующие поколения уже не владели ни немецким, ни лужицким языками как родными, и полностью ассимилировались в австралийском обществе, хотя многие из них сохранили фамилии немецкого или лужицкого происхождения. В 1920-е в Таррингтоне появился Теннисный клуб, позже открылась винокурня Hochkirch and Tarrington Wineries, где производятся сорта вин Semillon и Pinot Noir. С 1911 года в деревне существует местный оркестр духовых инструментов Hochkirch’s Brass Band, который выиграл соревнование оркестров 2008 года Hamilton Eisteddfod. В настоящее время в деревне есть лютеранская церковь, школа, кафе, служба по ремонту компьютерной техники, склад, пожарная станция и медицинский пункт.